# سگ کانگارویی
سگ کانگارویی (به انگلیسی: Kangaroo Dog)، نام یکی از نژادهای سگ است که خاستگاه آن به استرالیا بازمی‌گردد.